# La sirenita (escultura)
La Sirenita (en danés Den lille havfrue) es una escultura de una sirena de bronce, que se encuentra en la ciudad de Copenhague. Realizado por el escultor danés Edvard Eriksen, se encuentra en el paseo de la costa Langelinie, en la bahía del Puerto de Copenhague, que desemboca al mar Báltico y próxima también al real palacio de Amalienborg, sobre unas rocas que se adentran en el mar. En la actualidad es el símbolo más prominente de la ciudad. La Sirenita es una de las icónicas estatuas que simbolizan las ciudades; otras incluyen: la estatua de Pania del Arrecife en Napier, Manneken Pis en Bruselas, la Estatua de la Libertad en Nueva York y Cristo Redentor en Río de Janeiro.
Basada en el cuento de hadas de 1837 del mismo nombre del autor danés Hans Christian Andersen. del mismo nombre del autor danés Hans Christian Andersen, la pequeña y poco imponente estatua es un icono de Copenhague y ha sido una importante atracción turística desde su inauguración en 1913. En los últimos decenios se ha convertido en blanco de los vándalos y los activistas políticos.

## Historia
La estatua, instalada de forma permanente en Langelinie, el 23 de agosto de 1913, fue encargada en 1909 por el empresario cervecero Carl Jacobsen, hijo del fundador de Carlsberg, y donada a la ciudad de Copenhague. Con ella, Jacobsen quiso homenajear a la bailarina danesa Ellen Price, gran estrella del Ballet Real Danesa, quien había cosechado un gran éxito en el ballet basado en el cuento La sirenita, escrito por Hans Christian Andersen en 1837
Ante la negativa de la bailarina a posar desnuda, Eriksen tuvo que utilizar a su esposa como modelo, aunque la cabeza y rostro son de la bailarina.
El 26 de marzo de 2010, la Sirenita viajó hasta Shanghái (China) para presidir el pabellón danés en la Expo 2010 celebrada en esta ciudad china. Se trata de la primera salida de la famosa escultura de su país. La sirenita estuvo en China los seis meses que duró la Expo. El sábado 20 de noviembre de 2010, la estatua de La sirenita fue nuevamente instalada en el puerto de Copenhague.

## Derechos de autor
Debido a las regulaciones danesas, las cuales no permiten la libertad de panorama a las obras de arte, no se puede ver una fotografía ya que infringe los derechos de autor. Los derechos de autor expiran en 2029, 70 años después del fallecimiento de Eriksen.
Los derechos de autor de las imágenes y otras representaciones de la estatua pertenecen a la empresa Edvard Eriksens Arvinger I/S. La empresa ha presentado en varios casos reclamaciones del orden de 10.000 coronas danesas contra medios de comunicación que han utilizado imágenes en las que la estatua es el motivo principal. David Trads, que ha sido redactor jefe de un medio de comunicación que ha recibido una reclamación, ha calificado de absurda la protección de los derechos de autor: "Es absurdo que unos herederos vagos se forren con una estatuilla sentada en el mar".
En 2020, el Tribunal de Distrito de Copenhague permitió a los herederos presentar una cuantiosa demanda de 285.000 coronas contra Berlingske por utilizar un dibujo satírico realizado por Rasmus Meisler de La Sirenita.
En 2022, el tribunal regional confirmó la sentencia. Berlingske ha obtenido permiso para juzgar el caso ante el Tribunal Supremo.
La escultura original se encuentra en posesión de los herederos de Edvard Eriksen, la ubicada en el puerto de Copenhague es en realidad una copia.

## Alter egoy reproducciones

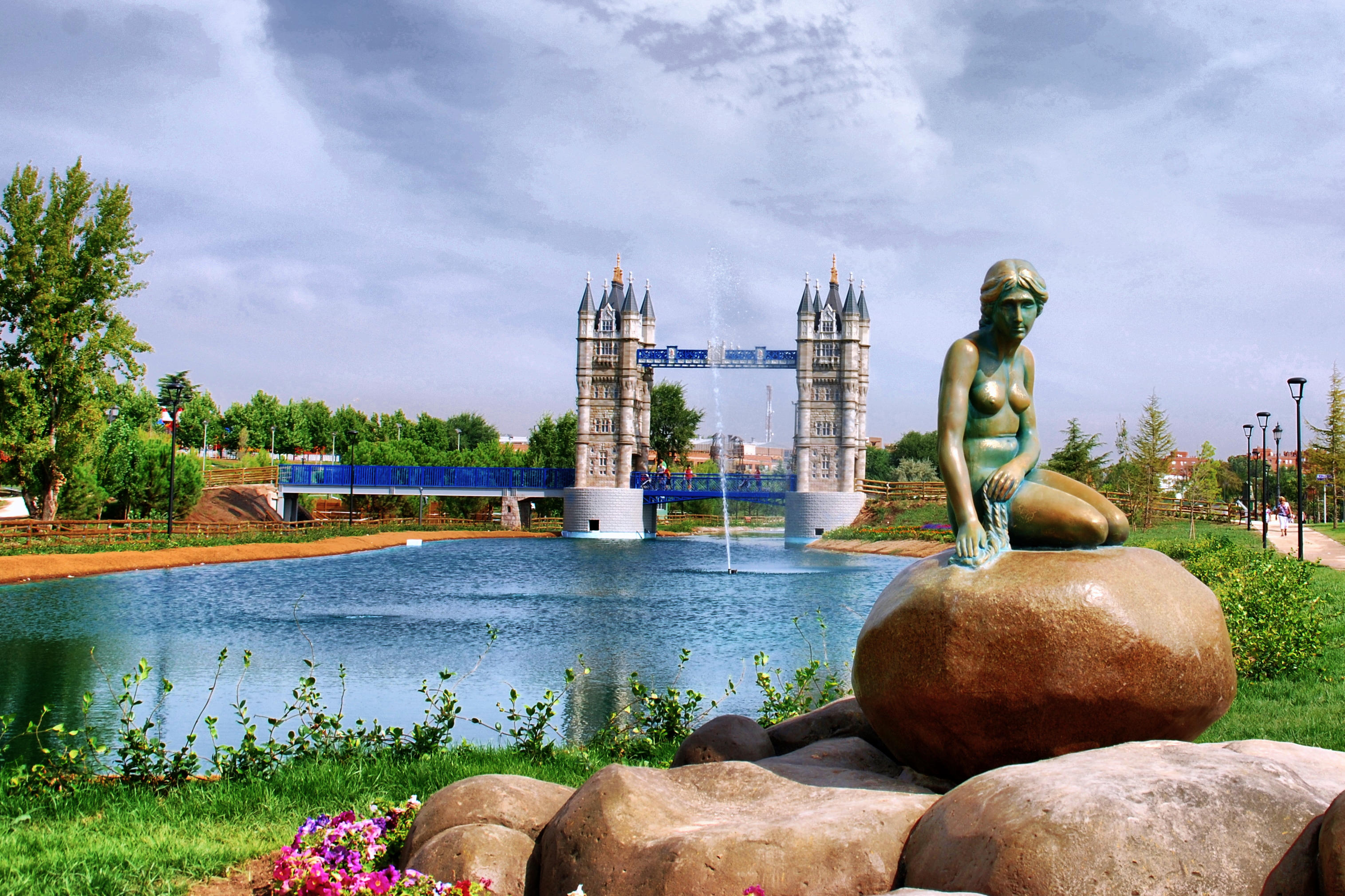
Réplica de la Sirenita de Copenhague en el Parque Europa de Torrejón de Ardoz, España.

El 3 de junio de 2012 fue inaugurado en Elsinor un «álter ego masculino» inspirado en la escultura de La sirenita y pensando en su "necesidad de compañía", por la pareja de escultores Ingar Dragset y Michael Elmgreen. Esta nueva escultura llamada Han (del danés: Él), al igual que La sirenita, se asienta sobre una gran piedra mirando al mar, aunque esta piedra es de acero inoxidable como toda la escultura. La nueva estatua contiene un sistema hidráulico que le permite pestañear una vez cada hora.
Existe varias reproducciones, entre ellas, en el Parque Europa de Torrejón de Ardoz, junto a Madrid, hay una réplica de la estatua situada junto a un río, que emula al mar.

## Características técnicas
- Material: Bronce fundido
- Altura: 1,25 metros[4]
- Peso: 175 kilogramos[14]

## Ataques vandálicos
Esta estatua ha sido dañada varias veces. Entre los distintos actos vandálicos que ha sufrido, ha sido decapitada en dos ocasiones, dañada en otro intento de decapitación y desmembrada. También le han arrojado pintura en varias ocasiones, le han soldado un juguete sexual y una bomba la ha hecho caer al agua.

### Vandalismo
Desde mediados de la década de 1960, la estatua ha sido dañada y desfigurada en numerosas ocasiones por diversos motivos, pero siempre ha sido restaurada.
El 24 de abril de 1964, la cabeza de la estatua fue serrada y robada por artistas de orientación política del movimiento Situacionista, entre ellos Jørgen Nash. La cabeza nunca se recuperó y se fabricó una nueva y se colocó en la estatua. El 22 de julio de 1984, el brazo derecho fue serrado y devuelto dos días después por dos jóvenes. En 1990, un intento de cortar la cabeza de la estatua dejó un 18 centímetros (7 plg) profundo corte en el cuello.
El 6 de enero de 1998, la estatua fue decapitada de nuevo; nunca se encontró a los culpables, pero la cabeza se devolvió anónimamente a una cadena de televisión cercana, y se volvió a colocar el 4 de febrero. La noche del 10 de septiembre de 2003, la estatua fue arrancada de su base con explosivos y posteriormente encontrada en las aguas del puerto. Le habían hecho agujeros en la muñeca y la rodilla.
Se ha vertido pintura sobre la estatua en varias ocasiones, incluido un episodio en 1963 y dos en marzo y mayo de 2007. El 8 de marzo de 2006, un consolador fue adherido a la mano de la estatua, se vertió pintura verde sobre ella y se escribió la fecha 8 de marzo. Se sospecha que este acto vandálico estaba relacionado con el Día Internacional de la Mujer, que se celebra el 8 de marzo. La estatua apareció empapada en pintura roja el 30 de mayo de 2017 con el mensaje "Danmark [sic] defiende las ballenas de las Islas Feroe", una referencia a la caza de ballenas en las Islas Feroe (una país autónomo del Reino de Dinamarca), escrito en el suelo frente a la estatua. Unas dos semanas después, el 14 de junio, la estatua fue empapada de pintura azul y blanca. Delante de la estatua estaba escrito "Befri Abdulle" ("Liberad a Abdulle"), pero en ese momento no estaba claro a qué se refería. Más tarde, la policía dijo que la escritura se refería probablemente a Abdulle Ahmed, un refugiado somalí que ha estado detenido en una unidad de alta seguridad en Dinamarca desde 2001 debido a una sentencia de custodia. El 13 de enero de 2020, "Hong Kong libre" fue pintado en la piedra sobre la que está montada la estatua por partidarios de las protestas de Hong Kong 2019-20. El 3 de junio de 2020, a raíz de las protestas de George Floyd y el movimiento Black Lives Matter, la estatua fue objeto de vandalismo con las palabras "pez racista" garabateadas en su base de piedra, que dejó perplejos a observadores y especialistas, ya que nada relacionado con la estatua, H.C. Andersen o su cuento de hadas podía interpretarse como racista. En marzo de 2022, se escribió "Z = svastika" en la base de piedra de la estatua, que se pensaba que era la oposición a Rusia y su invasión de Ucrania, donde las fuerzas rusas ampliamente utilizado "Z" como su símbolo. Casi exactamente un año después, se pintó una bandera rusa en la piedra, lo que se pensó que era una muestra de apoyo a Rusia.
Aunque no se considera vandalismo, ya que no se causa ningún daño a la estatua, la gente también la ha vestido en repetidas ocasiones, ya sea por diversión o para hacer declaraciones más serias. En 2004, la estatua se vistió con un burka como protesta contra la Solicitud de adhesión de Turquía a la Unión Europea. En mayo de 2007, apareció de nuevo envuelta en un atuendo musulmán y con un pañuelo en la cabeza. Otros ejemplos son las ocasiones en las que se le ha puesto un gorro de Navidad en la cabeza, o se la ha vestido con las camisetas de las selecciones nacionales de fútbol de Noruega o Suecia (especialmente las selecciones danesa y sueca mantienen una rivalidad altamente competitiva).

### Cronología de ataques vandálicos
- 24 de abril de 1964: La cabeza de la estatua fue cortada y robada. La cabeza nunca fue recuperada y una nueva cabeza fue fundida con los moldes originales y colocada en la estatua el 13 de mayo.[33]
- Abril de 1998: Aparece decapitada por segunda vez.[3] En esta ocasión, se logró recuperar la cabeza.[34]
- 11 de septiembre de 2003: La estatua fue precipitada al agua por vándalos que usaron explosivos y una palanca.[35]
- Marzo de 2006: Aparece sosteniendo un juguete sexual en la mano.[14]
- 30 de mayo de 2017: Fue cubierta de pintura roja por activistas protestando contra la caza de la ballena piloto de aleta larga, o calderón común (Globicephala melas), en el Atlántico Norte.[4]
- 14 de junio de 2017: Fue cubierta de pintura blanca y azul.[36]
- 3 de julio de 2020: se le hizo un rayado que decía racist fish (en español, pescado racista).[37]
- 2 de marzo de 2023: Pintan una bandera rusa en la roca que la sustenta.[38]

## En la cultura popular
La escultura se ve en las siguientes películas:
- Sun Over Denmark (1936)
- Wienerbarnet (1941)
- Bundfald (1957)
- Forelsket i København (1960)
- Reptilicus (1961)
- Løgn og løvebrøl (1961)
- Pigen og millionæren (1965)
- En ven i bolignøden (1965)
- Slap af, Frede (1966)
- Hans Christian Andersen's The Little Mermaid (1975)
- Hopla på sengekanten (1976)
- Olsen-banden går i krig (1978)
- Walter og Carlo i Amerika (1989)
- Krummerne (1991)
- Copenhagen (2014)